# Stormy Daniels
Stormy Daniels (ur. 17 marca 1979 w Baton Rouge) – amerykańska aktorka i reżyserka filmów pornograficznych. 
Zdobyła wiele branżowych nagród. W 2007 znalazła się też na liście finalistów alei sław Hall of Fame NightMoves. W 2014 została wprowadzona do Galerii Sław AVN Award i Hall of Fame XRCO Award. 
Wybrała swój pseudonim artystyczny, by odzwierciedlić swoją miłość do zespołu Mötley Crüe, którego basista, Nikki Sixx, nazwał swoją córkę Storm. Wybrała nazwisko „Daniels” po obejrzeniu reklamy Jack Daniel’s.
W 2018 Daniels wdała się w spór prawny z prezydentem USA Donaldem Trumpem. Adwokat Trumpa, Michael Cohen, zapłacił 130 tys. dolarów, aby uciszyć sprawę rzekomego romansu Daniels z Trumpem, który miał miejsce w 2006. Trump zaprzeczył romansowi i oskarżył ją o kłamstwo. W styczniu 2025 roku sąd w Nowym Jork uznał Trumpa winnego 34 przestępstw zwiazanych z zapłatą za milczenie Daniels w sprawie ich stosunków seksualnych.

## Życiorys

### Wczesne lata
Urodziła się i dorastała w Baton Rouge w stanie Luizjana w rodzinie pochodzenia irlandzkiego i czirokeskiego. Jej rodzice, Sheila i Bill Gregory, rozwiedli się, gdy miała cztery lata. Od tego czasu była wychowywana tylko przez matkę. W 1997 ukończyła Scotlandville Magnet High School w Baton Rouge w Luizjanie i rozważała zostanie dziennikarką. W szkole średniej zajmowała się odbieraniem telefonów w stajni jeździeckiej.

### Kariera
Jej pierwsze doświadczenie jako striptizerki miało miejsce, gdy w wieku 17 lat i odwiedziła przyjaciółkę w klubie ze striptizem. Zaczęła rozbierać się dla pieniędzy w Gold Club w Baton Rouge, gdzie pracowała przez trzy lata. We wrześniu 2000 została główną artystką estradową w Continental Theatre Agency.
W 2002 rozpoczęła karierę w przemyśle pornograficznym biorąc udział w scenach lesbijskich w parze z Devon Michaels. W 2002 podpisała dwumiesięczny kontrakt z Wicked Pictures. W lipcu 2002 po raz pierwszy wzięła udział w heteroseksualnej scenie seksu w produkcji Wicked Pictures Heat (2002) z Randym Spearsem. W 2004 otrzymała nagrodę przyznawaną przez Adult Video News w kategorii „Najlepsza nowa gwiazdka”.
Przeszła operację powiększenia biustu – z rozmiaru 36B do 36D. W lutym 2007 została Kociakiem Miesiąca magazynu „Penthouse”. Pisywała artykuły dla magazynu „FHM” i scenariusze do filmów porno.
Za rolę czarownicy w parodii baśni Śpiąca królewna – Sleeping Beauty XXX: An Axel Braun Parody (2014) była nominowana do AVN Award i XBIZ Award jako najlepsza aktorka drugoplanowa. Z kolei realizacja westernu Wanted (2015) przyniosła jej nominację do AVN Award w dwóch kategoriach – najlepsza aktorka za rolę Dani i najlepszy reżyser filmu fabularnego, XBiz Award w czterech kategoriach – reżyser roku realizacji fabularnej, scenariusz roku, najlepsza aktorka w filmie fabularnym i najlepsza scena w realizacji fabularnej z Brendonem Millerem oraz XRCO Award w kategorii najlepsza aktorka.

### Obecność w kulturze masowej
Wystąpiła w filmach dokumentalnych, w tym Porno Valley (2004, reż. Q. Allan Brocka, Dave Hills), Pornucopia: Going Down in the Valley (2004, reż. Dan Chaykin) i filmie dokumentalnym Naked Ambition: An R Rated Look at an X Rated Industry (2009, reż. Michael Grecco), a także w komediach: 40-letni prawiczek (2005), Wpadka (2007), Supersamiec (2007) i filmie sensacyjnym Niebezpieczna dzielnica (2010).
W 2009 media podały informację, iż Stormy Daniels będzie zabiegać o poparcie w wyborach na senatora stanu Luizjana.

## Życie prywatne
Poza planem filmowym spotykała się z Evanem Stone’em (2002), Markiem Davisem (2002) i Julianem Andrettim (2003). 29 sierpnia 2003 wyszła za mąż za aktora i reżysera filmów pornograficznych Pata Mayna. Rozwiodła się z nim w 2005. W czerwcu 2007 związała się z Dave’em Navarro, byłym gitarzystą grupy Red Hot Chili Peppers i Jane’s Addiction. 4 listopada 2007 poślubiła Mike’a Moza, lecz w 2009 doszło do rozwodu. 25 grudnia 2015 zawarła związek małżeński z aktorem porno Brendonem Millerem (właściwie Glendon Crain), z którym ma córkę (ur. w styczniu 2011). 18 lipca 2018 doszło do rozwodu. 
W 2019 Daniels na łamach „The Advocate” dokonała Coming outu i ujawniła, że jest biseksualistką. W 2022 wyszła za mąż za aktora porno Russella A. Barreta „Blade’a”.

## Problemy z prawem
W wywiadzie dla magazynu „InTouch” z 2011, po raz pierwszy wysunęła zarzuty o związek seksualny z Donaldem Trumpem. W styczniu 2018 dziennik „The Wall Street Journal” napisał, że Donald Trump utrzymywał intymne relacje ze Stormy Daniels od lata 2006 aż do 2007, a ich spotkania odbywały się podczas turnieju golfowego dla celebrytów w rezydencji nad jeziorem Tahoe oraz w hotelu Beverly Hills w Los Angeles. Romans miał się rozpocząć rok po ślubie Trumpa z Melanią i niedługo po narodzinach jego syna Barrona. Z kolei Stormy Daniels miała wówczas 27 lat i była uważana za jedną z najpopularniejszych aktorek w branży porno. Stormy Daniels twierdziła, że 28 października 2016, krótko przed wyborami prezydenckimi w Stanach Zjednoczonych, z prawnikiem Trumpa Michaelem Cohenem – Daniels została zawarta umowa w sprawie zachowania w tajemnicy jej romansu z Trumpem. Za podpisanie umowy Cohen przekazał jej 130 tys. dolarów, co potwierdziła w styczniu 2018, gdy zdarzenie ujawniono. W marcu 2018 w rozmowie z „60 Minutes” stwierdziła, że po zakończeniu romansu z Trumpem na parkingu w Las Vegas do niej i jej córki podszedł mężczyzna, który powiedział jej, żeby „zapomniała o całej historii i zostawiła Donalda Trumpa w spokoju”.
12 lipca 2018 Daniels została aresztowana w Columbus w Ohio za rzekome dotykanie trzech detektywów podczas występu w Ohio Strip Club. Jednak wysunięte zarzuty zostały oddalone.

## Nagrody
| Rok  | Nagroda                     | Kategoria                                                                                    | Film                                        |
| ---- | --------------------------- | -------------------------------------------------------------------------------------------- | ------------------------------------------- |
| 2004 | AVN Award                   | Najlepsza nowa gwiazdka                                                                      | –                                           |
| 2004 | Adam Film World Guide Award | Laska kontraktowa roku (Wicked Pictures)                                                     | –                                           |
| 2004 | NightMoves Award            | Najlepsza aktorka                                                                            | –                                           |
| 2004 | XRCO Award                  | Najlepsza nowa gwiazdka                                                                      | –                                           |
| 2005 | NightMoves Award            | Najlepsza nowa reżyserka                                                                     | –                                           |
| 2006 | AVN Award                   | Najlepsza aktorka drugoplanowa – wideo                                                       | Camp Cuddly Pines Powertool Massacre (2005) |
| 2006 | AVN Award                   | Najlepszy scenariusz                                                                         | Camp Cuddly Pines Powertool Massacre (2005) |
| 2006 | Adam Film World             | Crossoverowa wykonawczyni roku                                                               | –                                           |
| 2006 | Nightmare Award             | Najlepsza aktorka w redakcji                                                                 | –                                           |
| 2006 | Nightmare Award             | Egzotyczna tancerka filmowa dla dorosłych roku                                               | –                                           |
| 2006 | Temptation Award            | Najlepsza aktorka                                                                            | –                                           |
| 2006 | F.A.M.E. Awards             | Ulubione piersi                                                                              | –                                           |
| 2006 | XRCO Award                  | Ulubienica mediów głównego nurtu dla dorosłych                                               | –                                           |
| 2007 | NightMoves Award            | Hall of Fame                                                                                 | –                                           |
| 2007 | AVN Award                   | Gwiazda kontraktowa roku                                                                     | –                                           |
| 2012 | NightMoves Award            | Najlepszy reżyser – nieparodii (wybór redakcji)                                              | –                                           |
| 2014 | AVN Award                   | Hall of Fame                                                                                 | –                                           |
| 2014 | XRCO Award                  | Hall of Fame                                                                                 | –                                           |
| 2016 | XBIZ Award                  | Reżyser roku – aspekt realizacji                                                             | –                                           |
| 2016 | NightMoves Award            | Najlepszy reżyser – film fabularny                                                           | –                                           |
| 2018 | Venus Award                 | Nagroda za całokształt twórczości                                                            | –                                           |
| 2019 | AVN Award                   | Mainstreamowy początek roku                                                                  | –                                           |
| 2019 | XBIZ Award                  | Crossoverowa gwiazda roku                                                                    | –                                           |
| 2020 | AVN Award                   | Mainstreamowe przedsięwzięcie roku Wspomnienie „Pełne ujawnienie” (“Full Disclosure” Memoir) | –                                           |
| 2023 | Pornhub Award               | Nagroda za całokształt twórczości                                                            | –                                           |